# Jnfernal
Jnfernal è una serie a fumetti pubblicata in formato tascabile in Italia dal 1965 al 1967 dalle Edizioni Nord.

## Personaggio
Il protagonista venne ideato sulla scia del successo di Diabolik e venne caratterizzato come un personaggio mascherato capace di infinite trasformazioni.

## Storia editoriale
La serie venne ideata e scritta da Alberto Ongaro in collaborazione con l’editore Nullo Cantaroni e disegnata inizialmente da Stelio Fenzo e Ivo Pavone. Successivamente si aggiunsero altri disegnatori come Pini Segna, Kunst W.H., Mario Cubbino; le copertine vennero realizzate da Fenzo e Pavone, Pini Segna, Cubbino e Kunst. 
La serie è composta da 26 volumi pubblicati da maggio 1965 a Agosto 1967 dalle casa editrice Edizioni Nord con periodicità variabile. Il formato è quello tascabile (12x17 cm) a 128 pagine in bianco e nero.Sulle copertina compare la scritta “il fumetto giallo” tranne che sul n. 11 dove compare “il giallo fumetto”. Sulla copertina del n. 7 viene riportata anche la scritta “sensazionale”. Dal n. 16 le copertine sono fotografiche con tematiche sexy e l’aggiunta occasionale di qualche disegno. La periodicità fu nel complesso irregolare.. 
Elenco degli episodi
1. “Notte di sangue”
2. “La legge di Jnfernal”
3. “La donna del mistero”
4. “Il pugnale di Baghdad”
5. “Il ragno giallo”
6. “Il raggio maledetto”
7. “Sfida a Goldfinger”
8. “Ti ucciderò” (Jnfernal contro 07)
9. “Il fuoco verde”
10. “Scacco al Re” (Jnfernal contro 07)
11. “Operazione droga”
12. “Il principe nero” (Jnfernal contro 07)
13. “Sangue sulla città”
14. “Appuntamento con la morte”
15. “Il diamante maledetto”
16. “L’ora della vendetta”
17. “L’ombra del drago”
18. “I gioielli della corona “
19. “Tortura birmana”
20. “L’idolo insanguinato”
21. “Valigia diplomatica”
22. “All'ultimo sangue”
23. “Garofani rossi per una bionda”
24. “Bambole di carne”
25. “Principessa Strip-tease”
26. "Recluta per il Grisbì"